# Alexandru Vlad
Alexandru Nicolae Vlad (phát âm tiếng Romania: [alekˈsandru nikoˈla.e ˈvlad]; sinh ngày 6 tháng 12 năm 1989) là một cầu thủ bóng đá người România thi đấu ở vị trí hậu vệ trái hoặc Trung vệ cho CFR Cluj.

## Sự nghiệp

### Dnipro
Ngày 4 tháng 7 năm 2013, Vlad kí hợp đồng với đội bóng Ukraina FC Dnipro với mức giá không tiết lộ.

## Danh hiệu

### Câu lạc bộ
Dnipro Dnipropetrovsk
- UEFA Europa League: Á quân 2014–15

CFR Cluj
- Liga I: 2017–18